# Henryk Ryl
Henryk Ryl (ur. 25 lutego 1911 w Petersburgu, zm. 24 września 1983 w Łodzi) – polski reżyser teatru lalek, dramaturg.

## Życiorys
Ukończył w 1925 sześcioklasową szkołę powszechną w Domaczewie pod Brześciem, następnie w 1930 Państwowe Seminarium Nauczycielskie Męskie w Działdowie, z dyplomem nauczyciela szkół powszechnych. Do wybuchu II wojny światowej, z przerwą w latach 1933–1934 na odbycie służby wojskowej, pracował jako nauczyciel (a także kierownik szkoły) w Czerniach, Czernawczycach, Demiańczycach, Radzieży. Podczas nauki w seminarium nauczycielskim zetknął się z amatorskim ruchem teatralnym, zafascynował go teatr lalek. W 1937 wraz ze swoimi uczniami urządził pierwsze własne przedstawienie lalkowe.
Podczas kampanii wrześniowej walczył w szeregach 35. Pułku Piechoty, został dwukrotnie ranny. Wzięty do niewoli, przebywał w obozach jenieckich: Nowe nad Wisłą, Bydgoszcz, Toruń, Oflagu II B Arnswalde, Kluczbork i w Oflagu VII A w Murnau.
Po wyzwoleniu oflagu został ściągniey do Lingen przez Leona Schillera, który powierzył mu kierownictwo Teatru Kukiełek przy Teatrze Ludowym im. Wojciecha Bogusławskiego.
Pod koniec 1945 powrócił do Polski. Od 1946 do 1947 pracował jako dyrektor Teatru Lalki i Aktora „Groteska” w Krakowie. W 1948 założył z żoną Teatr Lalek Arlekin w Łodzi, którym kierował do 1964. Następnie, do 1974, pozostawał kierownikiem artystycznym. Od 1974 do 1978 pełnił funkcję reżysera i konsultanta programowego. W latach 1957–1958 był dyrektorem teatru „Pinokio” w Łodzi.
Włączył się w proces upaństwowienia teatrów lalek, stając na czele Centralnej Dyrekcji Państwowych Teatrów Lalek (1949). Współtworzył Sekcję Teatrów Lalek w SPATiF (1950) i przez wiele kadencji pełnił funkcję jej przewodniczącego. Był założycielem czasopisma „Teatr Lalek”, a do śmierci pełnił w nim funkcję redaktora naczelnego. W 1957 został wybrany do Prezydium UNIMA (Union Internationale de la Marionnette).
Od 1936 był mężem Marii Marty z Marendziuków, nauczycielki i pedagoga teatru.
Został pochowany na Starym Cmentarzu w Łodzi.

## Ordery i odznaczenia
- Złoty Krzyż Zasługi (22 lipca 1952)[3]

## Upamiętnienie
Zarząd Sekcji Teatrów Lalkowych ZASP od 2009 przyznaje nagrody „Henryka” za osiągnięcia artystyczne związane z teatrem lalek. Patronem nagrody jest Henryk Ryl. Laureaci otrzymują statuetki „Henryka”.
Imię Henryka Ryla nosi Szkoła Podstawowa nr 175 w Łodzi. Bałucki Ośrodek Kultury organizuje Festiwal Teatrów Przedszkolnych im. Henryka Ryla. Od roku 2014 imię Henryka Ryla nosi Teatr Lalek „Arlekin”.